# ماجد النصراوي
ماجد مهدي عبد العباس النصراوي وهو سياسي عراقي ومحافظ البصرة السابق ولد في سنة 1966 في المعقل في محافظة البصرة في العراق وهو خريج كلية الطب من جامعة البصرة وجامعة كارديف وجامعة كوينزلاند وله بكالوريوس في المعارف الإسلامية من جامعة المصطفى وشارك في الإنتفاضة الشعبانية في 1991، وهو من المجلس الأعلى الإسلامي العراقي التابع لعمار الحكيم، واختير محافظاً البصرة في سنة 2013 بعد انتخابات مجالس المحافظات.
وقد قدم استقالته من مجلس المحافظه سنة 2017 بعدما قام بافتتاح  جسر شط العرب .[بحاجة لمصدر]